# Nymphopsis korotnewi
Nymphopsis korotnewi is een zeespin uit de familie Ammotheidae. De soort behoort tot het geslacht Nymphopsis. Nymphopsis korotnewi werd in 1887 voor het eerst wetenschappelijk beschreven door Schimkewitsch. 